# Схолларт, Пауль
Пауль Схолларт (нидерл. Paul Schollaert; род. 15 ноября 1940, Хасселт) — бельгийский хоровой дирижёр, композитор и музыкальный педагог.
В 1958—1964 гг. учился в духовных семинариях в Синт-Трёйдене и Льеже; одновременно занимался композицией и органом под руководством Пьера Фруадебиза. Затем в 1964—1969 гг. получал музыкальное образование в Институте Лемменса в Лёвене, в том числе у Лоде Дилтинса. По окончании курса остался преподавать в институте, а в 1988—2005 гг. возглавлял его.
Как хоровой дирижёр Схолларт посвятил себя крупным формам — прежде всего, исполнению наиболее масштабных сочинений Иоганна Себастьяна Баха. С другой стороны, как композитор, аранжировщик, редактор Схолларт оказал решающее влияние на становление репертуара богослужебной музыки в католической Епархии Хасселта, созданной в 1967 году. Кроме того, Схолларт много работал в области музыки для детей, сочиняя как песни, так и инструментальную музыку для малых ударных инструментов, лёгко осваиваемых детьми (в соответствии с музыкально-педагогической методикой Карла Орфа).